# Hadronyche versuta
Hadronyche versuta är en spindelart som först beskrevs av William Joseph Rainbow 1914.  Hadronyche versuta ingår i släktet Hadronyche och familjen Hexathelidae.
Artens utbredningsområde är New South Wales. Inga underarter finns listade i Catalogue of Life.